# Сухогрузы проекта RSD71
Проект RSD71 — серия универсальных сухогрузов класса «река-море». Суда предназначены для перевозки генеральных и навалочных грузов, а также зерна, пакетированных пиломатериалов, круглого леса, металлолома, металла в связках и рулонах, крупногабаритных, длинномерных и тяжеловесных грузов, угля, опасных грузов различных классов в соответствии с МК МПОГ и грузов категории «В» из МК МПНГ.

## История
Проект разработан Морским инженерным бюро (Санкт-Петербург). RSD71 является продолжением проекта RSD59. Суда предназначены для плавания в прибрежных и внутренних водах России. Их размеры соответствуют размерам Волго-Донского канала.
Строительство судов ведётся на Окской судоверфи. Первое судно серии заложено в октябре 2021 года. Всего запланировано строительство четырёх сухогрузов. Заказчиком серии выступает «Волжское пароходство».
По состоянию на август 2025 года заказчику передано три судна: «Конструктор Егоров», «Леонид Багров», «Владимир Ерыгин». Четвёртое судно — «Борис Королёв» — находилось в стадии строительства.

## Описание
Класс Российского морского регистра судоходства: KM Ice2(hull; machinery) R2 АUT1-ICS LI BWM(T) DG(bulk; pack) DE-Tier III A-Thruster(M).
Ледовый класс: ICE2.
Двигательная установка — два дизельных двигателя мощностью 1200 кВт (1630 л. с.) каждый. Максимальная скорость — около 11 узлов. Имеется носовое подруливающее устройство мощностью 230 кВт (313 л. с.).
Для выработки электроэнергии предназначены три дизель-генератора по 220 кВт каждый и аварийный генератор мощностью 90 кВт.
Сухогрузы проекта RSD71 имеют меньшую длину, чем их предшественники — суда проекта RSD59, поэтому могут работать в тех речных портах, куда RSD59 не смогут зайти из-за своих габаритов. При этом конструктивные особенности новой серии позволили при меньших габаритах судна сохранить просторный грузовой трюм, длина которого на 6 метров превышает размеры трюма проекта-предшественника.
Объём единственного трюма сухогруза проекта RSD71 — 9 063 куб. м.
Численность команды 11-14 человек плюс лоцман. Автономность до 20 суток.
Сухогрузы оснащены системами автоматизации и поддержки судовождения, в том числе терминалом спутниковой связи VSAT.

## Состав серии

### Окская судоверфь
| Проект RSD71         | Проект RSD71 | Проект RSD71 | Проект RSD71 | Проект RSD71 | Проект RSD71           | Проект RSD71  |
| Название             | Номер        | Заложен      | Спущен       | Передан      | Судовладелец           | Состояние     |
| -------------------- | ------------ | ------------ | ------------ | ------------ | ---------------------- | ------------- |
| «Конструктор Егоров» | 7101         | 21.10.2021   | 25.10.2023   | 27.02.2025   | «Волжское пароходство» | эксплуатация  |
| «Леонид Багров»      | 7102         | 25.11.2021   | 21.12.2023   | 14.04.2025   | «Волжское пароходство» | эксплуатация  |
| «Владимир Ерыгин»    | 7103         | 24.02.2022   | 31.05.2024   | 07.2025      | «Волжское пароходство» | эксплуатация  |
| «Борис Королёв»      | 7104         | 20.05.2022   | 04.10.2024   |              | «Волжское пароходство» | строительство |